# Vòng loại Giải vô địch bóng đá thế giới 2026 – Khu vực châu Á (Vòng 1)
Vòng thứ nhất khu vực châu Á của vòng loại Giải vô địch bóng đá thế giới 2026, đồng thời là vòng thứ nhất của vòng loại Cúp bóng đá châu Á 2027, diễn ra từ ngày 12 đến ngày 17 tháng 10 năm 2023.

## Thể thức
Tổng cộng 20 đội tuyển được bốc thăm chia thành 10 cặp đấu, mỗi cặp thi đấu hai lượt trận trên sân nhà và sân khách. 10 đội chiến thắng sẽ giành quyền vào vòng 2. Vì lễ bốc thăm của vòng 2 diễn ra cùng ngày với lễ bốc thăm vòng 1, các đội thắng sẽ biết được lịch thi đấu vòng 2 của mình.

## Lịch thi đấu
Lịch thi đấu như sau.
| Lượt đấu   | Ngày                 |
| ---------- | -------------------- |
| Lượt đấu 1 | 12 tháng 10 năm 2023 |
| Lượt đấu 2 | 17 tháng 10 năm 2023 |

## Bốc thăm
Lễ bốc thăm cho vòng 1 được tổ chức vào lúc 14:00 MST (UTC+8) ngày 27 tháng 7 năm 2023 tại tòa nhà AFC ở Kuala Lumpur, Malaysia.
20 đội tuyển được chia vào hai nhóm hạt giống với 10 đội cho mỗi nhóm, và được bốc thăm theo thứ tự luân phiên từ nhóm 1 sang nhóm 2 để tạo thành một cặp đấu. Mỗi cặp sẽ thi đấu một trận trên sân nhà và một trận trên sân khách, trong đó đội tuyển từ nhóm 1 tổ chức trận lượt đi và đội tuyển từ nhóm 2 tổ chức trận lượt về. Con số trong ngoặc đơn cho biết thứ hạng của các đội tuyển trên bảng xếp hạng bóng đá nam FIFA tháng 7 năm 2023.
Lưu ý: Các đội tuyển in đậm đã vượt qua vòng 1 để vào vòng 2.
| Nhóm 1 | Nhóm 2 |
| --- | --- |
| - Hồng Kông (149) - Indonesia (150) - Đài Bắc Trung Hoa (153) - Maldives (155) - Yemen (156) - Afghanistan (157) - Singapore (158) - Myanmar (160) - Nepal (175) - Campuchia (176) | - Ma Cao (182) - Mông Cổ (183) - Bhutan (185) - Lào (187) - Bangladesh (189) - Brunei (190) - Đông Timor (192) - Pakistan (201) - Guam (203) - Sri Lanka (207) |

## Tóm tắt
10 đội thắng sẽ giành quyền vào vòng 2.
| Afghanistan       | 2–0  | Mông Cổ    | 1–0 | 1–0 |
| Maldives          | 2–3  | Bangladesh | 1–1 | 1–2 |
| Singapore         | 3–1  | Guam       | 2–1 | 1–0 |
| Yemen             | 4–1  | Sri Lanka  | 3–0 | 1–1 |
| Myanmar           | 5–1  | Ma Cao     | 5–1 | 0–0 |
| Campuchia         | 0–1  | Pakistan   | 0–0 | 0–1 |
| Đài Bắc Trung Hoa | 7–0  | Đông Timor | 4–0 | 3–0 |
| Indonesia         | 12–0 | Brunei     | 6–0 | 6–0 |
| Hồng Kông         | 4–2  | Bhutan     | 4–0 | 0–2 |
| Nepal             | 2–1  | Lào        | 1–1 | 1–0 |

## Các trận đấu
| Afghanistan  | 1–0      | Mông Cổ |
| ------------ | -------- | ------- |
| - Sharza 60' | Chi tiết |         |

| Mông Cổ | 0–1      | Afghanistan |
| ------- | -------- | ----------- |
|         | Chi tiết | - Noor 72'  |

Afghanistan thắng với tổng tỷ số 2–0 và giành quyền vào vòng 2.
| Maldives     | 1–1      | Bangladesh   |
| ------------ | -------- | ------------ |
| - Nazeem 87' | Chi tiết | - Saad 90+2' |

| Bangladesh              | 2–1      | Maldives    |
| ----------------------- | -------- | ----------- |
| - Rakib 11' - Fahim 46' | Chi tiết | - Aisam 36' |

Bangladesh thắng với tổng tỷ số 3–2 và giành quyền vào vòng 2.
| Singapore                     | 2–1      | Guam           |
| ----------------------------- | -------- | -------------- |
| - Van Huizen 35' - Mahler 41' | Chi tiết | - Cunliffe 90' |

| Guam | 0–1      | Singapore    |
| ---- | -------- | ------------ |
|      | Chi tiết | - Shawal 81' |

Singapore thắng với tổng tỷ số 3–1 và giành quyền vào vòng 2.
| Yemen                                           | 3–0      | Sri Lanka |
| ----------------------------------------------- | -------- | --------- |
| - Maher 33' - Al-Gahwashi 67' - Al-Matari 90+3' | Chi tiết |           |

| Sri Lanka        | 1–1      | Yemen          |
| ---------------- | -------- | -------------- |
| - Rathnayake 89' | Chi tiết | - Al-Matari 4' |

Yemen thắng với tổng tỷ số 4–1 và giành quyền vào vòng 2.
| Myanmar                                                                                   | 5–1      | Ma Cao       |
| ----------------------------------------------------------------------------------------- | -------- | ------------ |
| - Lwin Moe Aung 39', 90+5' - Soe Moe Kyaw 62' - Aung Kaung Mann 81' - Nay Moe Naing 90+1' | Chi tiết | - Torrão 55' |

| Ma Cao | 0–0      | Myanmar |
| ------ | -------- | ------- |
|        | Chi tiết |         |

Myanmar thắng với tổng tỷ số 5–1 và giành quyền vào vòng 2.
| Campuchia | 0–0      | Pakistan |
| --------- | -------- | -------- |
|           | Chi tiết |          |

| Pakistan    | 1–0      | Campuchia |
| ----------- | -------- | --------- |
| - Hamid 68' | Chi tiết |           |

Pakistan thắng với tổng tỷ số 1–0 và giành quyền vào vòng 2.
| Đài Bắc Trung Hoa                                            | 4–0      | Đông Timor |
| ------------------------------------------------------------ | -------- | ---------- |
| - Yu Yao-hsing 4', 60' - Chen Ting-yang 57' - Ko Yu-ting 88' | Chi tiết |            |

| Đông Timor | 0–3      | Đài Bắc Trung Hoa                                 |
| ---------- | -------- | ------------------------------------------------- |
|            | Chi tiết | - Yu Chia-huang 18' - Wu Yen-shu 21' - Kouamé 24' |

Đài Bắc Trung Hoa thắng với tổng tỷ số 7–0 và giành quyền vào vòng 2.
| Indonesia                                                     | 6–0      | Brunei |
| ------------------------------------------------------------- | -------- | ------ |
| - Dimas 7', 72', 90+2' - Ridho 12' - Sananta 63' (ph.đ.), 67' | Chi tiết |        |

| Brunei | 0–6      | Indonesia                                                               |
| ------ | -------- | ----------------------------------------------------------------------- |
|        | Chi tiết | - Hokky 6', 44' - Egy 42' - Witan 47' (ph.đ.) - Ridho 64' - Sananta 82' |

Indonesia thắng với tổng tỷ số 12–0 và giành quyền vào vòng 2.
| Hồng Kông                                              | 4–0      | Bhutan |
| ------------------------------------------------------ | -------- | ------ |
| - Udebuluzor 10', 16' - S. Chan 28' - Norbu 35' (l.n.) | Chi tiết |        |

| Bhutan                        | 2–0      | Hồng Kông |
| ----------------------------- | -------- | --------- |
| - Gyeltshen 28' - Chogyal 47' | Chi tiết |           |

Hồng Kông thắng với tổng tỷ số 4–2 và giành quyền vào vòng 2.
| Nepal       | 1–1      | Lào            |
| ----------- | -------- | -------------- |
| - Bista 48' | Chi tiết | - Bounkong 33' |

| Lào | 0–1      | Nepal       |
| --- | -------- | ----------- |
|     | Chi tiết | - Dangi 53' |

Nepal thắng với tổng tỷ số 2–1 và giành quyền vào vòng 2.

## Xếp hạng các đội thua có thành tích tốt nhất
Vòng đầu tiên cũng đóng vai trò là vòng sơ loại của Cúp bóng đá châu Á 2027. Theo kế hoạch ban đầu, đội xếp thứ nhất trong số các đội thua ở vòng 1 sẽ vào thẳng vòng loại thứ ba của Cúp châu Á, các đội còn lại sẽ cùng với Quần đảo Bắc Mariana tham dự vòng play-off. Tuy nhiên, Guam đã rút lui và Quần đảo Bắc Mariana không có tên trong danh sách bốc thăm vòng play-off được công bố vào ngày 1 tháng 5 năm 2024. Điều này dẫn đến việc ba đội thua có thành tích tốt nhất (Bhutan, Maldives và Lào) được vào thẳng vào vòng 3, sáu đội còn lại tham dự vòng play-off.

| VT | Đội        | ST | T | H | B | BT | BB | HS  | Đ | Giành quyền tham dự                 |
| -- | ---------- | -- | - | - | - | -- | -- | --- | - | ----------------------------------- |
| 1  | Bhutan     | 2  | 1 | 0 | 1 | 2  | 4  | −2  | 3 | Vòng loại Asian Cup (Vòng 3)        |
| 2  | Maldives   | 2  | 0 | 1 | 1 | 2  | 3  | −1  | 1 | Vòng loại Asian Cup (Vòng 3)        |
| 3  | Lào        | 2  | 0 | 1 | 1 | 1  | 2  | −1  | 1 | Vòng loại Asian Cup (Vòng 3)        |
| 4  | Campuchia  | 2  | 0 | 1 | 1 | 0  | 1  | −1  | 1 | Vòng loại Asian Cup (Vòng play-off) |
| 5  | Sri Lanka  | 2  | 0 | 1 | 1 | 1  | 4  | −3  | 1 | Vòng loại Asian Cup (Vòng play-off) |
| 6  | Ma Cao     | 2  | 0 | 1 | 1 | 1  | 5  | −4  | 1 | Vòng loại Asian Cup (Vòng play-off) |
| 7  | Guam       | 2  | 0 | 0 | 2 | 1  | 3  | −2  | 0 | Rút lui khỏi vòng play-off          |
| 8  | Mông Cổ    | 2  | 0 | 0 | 2 | 0  | 2  | −2  | 0 | Vòng loại Asian Cup (Vòng play-off) |
| 9  | Đông Timor | 2  | 0 | 0 | 2 | 0  | 7  | −7  | 0 | Vòng loại Asian Cup (Vòng play-off) |
| 10 | Brunei     | 2  | 0 | 0 | 2 | 0  | 12 | −12 | 0 | Vòng loại Asian Cup (Vòng play-off) |

## Cầu thủ ghi bàn
Đã có 51 bàn thắng ghi được trong 20 trận đấu, trung bình 2.55 bàn thắng mỗi trận đấu.
3 bàn
- Dimas Drajad
- Ramadhan Sananta

2 bàn
- Michael Udebuluzor
- Hokky Caraka
- Rizky Ridho
- Lwin Moe Aung
- Yu Yao-hsing
- Abdulwasea Al-Matari

1 bàn
- Farshad Noor
- Jabar Sharza
- Foysal Ahmed Fahim
- Rakib Hossain
- Md Saad Uddin
- Lobzang Chogyal
- Chencho Gyeltshen
- Jason Cunliffe
- Shinichi Chan
- Egy Maulana Vikri
- Witan Sulaeman
- Bounphachan Bounkong
- Niki Torrão
- Aisam Ibrahim
- Hassan Nazeem
- Aung Kaung Mann
- Nay Moe Naing
- Soe Moe Kyaw
- Anjan Bista
- Manish Dangi
- Harun Hamid
- Shawal Anuar
- Jacob Mahler
- Christopher van Huizen
- Charitha Rathnayake
- Ange Kouamé
- Chen Ting-yang
- Ko Yu-ting
- Wu Yen-shu
- Yu Chia-huang
- Nasser Al-Gahwashi
- Ahmed Maher

1 bàn phản lưới nhà
- Tenzin Norbu (trong trận gặp Hồng Kông)